# Liste d'ouvrages d'alpinisme
Cet article est une liste non exhaustive d'ouvrages littéraires concernant l'alpinisme.

## Ouvrages généraux
- Yves Ballu, Les Alpinistes, éditions Arthaud, 1984 (réimpr. 1997).
- Sylvain Jouty et Hubert Odier, Dictionnaire de la montagne, Arthaud, 1999.
- Collectif, Sommets. Cent ans d'aventure en montagne, éd. Place des Victoires, 2004.
- Steven M. Cox et Kris Fulsaas, Guide de la montagne, Guérin, 2007.

## Romans, contes et nouvelles
- Yves Ballu, Mourir à Chamonix, Glénat, 2006.
- Marc Batard, La Fièvre des sommets, Glénat, 2008.
- Patrick Breuzé, Le Silence des glaces, Presses de la cité, 2004.
- Patrick Breuzé, La Grande Avalanche, Presses de la cité, 2005.
- Patrick Breuzé, La Valse des nuages, Calmann-Lévy, 2012.
- Étienne Bruhl, Accident à la Meije, 1946, réédition hoëbeke, 1998.
- Étienne Bruhl, Variantes (nouvelle), 1936-1951 (réimpr. 2000).
- Jean-Luc Cadenel, L'Acrophobe, Tensing, 2012.
- Jean Carle, La Route de Tanizong, Flammarion, 1974.
- A. den Doolaard, Le Vainqueur du Mont Blanc, Gérard, s.d..
- Jean-Claude Forêt, La Vallée perdue, Didier Richard, 1987.
- Roger Frison-Roche, Premier de cordée, Arthaud, 1941 (ISBN 978-2-290-03696-9).
- Roger Frison-Roche, La Grande Crevasse, Arthaud, 1948 (ISBN 978-2-290-05585-4).
- Roger Frison-Roche, Retour à la montagne, Arthaud, 1957 (ISBN 978-2-290-03907-6).
- Charles Gos, La Nuit des Drus, Attinger, s.d..
- Gérard Herzog, La Voie Jackson, Arthaud, 1976.
- Éric Jacquet-Lagrèze, Namasté (nouvelle), Tensing, 2010.
- Éric Jacquet-Lagrèze, Les Cèdres du Kangchenjunga, Tensing, 2011.
- Hugh Merrick, La Route des crêtes, Attinger, 1952.
- Pierre Moustiers, La Paroi, Gallimard, 1969.
- Joseph Peyré, Matterhorn, Grasset, 1939.
- Joseph Peyré, Mont Everest, Grasset, 1942.
- Dominique Potard, Compagnons de bordée, Guérin, 2003.
- Dominique Potard, Le Port de la Mer de Glace, Guérin, 2002.
- Dominique Potard, Titanesque, Guérin, 2001.
- Christoph Ransmayr, La Montagne volante, 2006.
- David Roberts, La Face perdue, Guérin, 1997.
- Saint-Loup, Face Nord, Arthaud, 1986.
- Saint-Loup, Montagne sans dieu, Amiot-Dumont, 1955.
- Samivel, L'Amateur d'abîmes, Stock, 1940, réédité.
- Samivel, Contes à pic, Arthaud, 1975.
- Samivel, Contes des brillantes montagnes avant la nuit, Arthaud, 1980.
- Samivel, Nouvelles d'en haut, Hoëbeke, 1995.
- Anne Sauvy, Les Flammes de pierre (nouvelle), P.U.G., 1982.
- Anne Sauvy, Le Jeu de la montagne et du hasard (nouvelle), P.U.G., 1985.
- Anne Sauvy, La Ténèbre et l'Azur (nouvelle), Arthaud, 1991.
- Anne Sauvy, Nadir, Glénat, 1995.
- Georges Sonnier, Eiger, Albin Michel, 1977.
- James Ramsey Ullman, La Tour blanche, Arthaud, 1950.

## Mémoires, récits alpins, biographies, essais
- Pierre Allain, Alpinisme et Compétition, éditions Arthaud, 1949.
- Daniel Anker, Eiger, théâtre du vertige, Hoëbeke, 2000.
- Hélène Armand, Le diable est un enfant, Les Éditions du Mont-Blanc, 2012.
- Marc Batard, La Sortie des cimes, Glénat, 2003.
- Patrick Berhault, Encordé mais libre, Glénat, 2002.
- Georges Bettembourg, La Mort blanche, ACLA, 1983.
- Émile-Robert Blanchet, Au bout d'un fil, Ed. de France, 1937.
- E.R. Blanchet, Hors des chemins battus, Attinger, 1946.
- Jacques Boell, Cimes d'Oisans, Flammarion, 1946.
- Jean-Marc Boivin, Trois Défis au Cervin, Aventures Extraordinaires, 1981.
- Walter Bonatti, À mes montagnes, éd. Arthaud, 1962.
- Walter Bonatti, Les Grands Jours, Arthaud, 1973.
- Walter Bonatti, Montagnes d'une vie, Guérin, 2001.
- Christian Brincourt, Envoyé spécial. 50 ans de reportages à Chamonix, Guérin, 2005.
- Hermann Buhl, Du Tyrol au Nanga Parbat, Hoëbeke, 1997.
- Dino Buzzati, Montagnes de verre. Articles et récits, 1931-1971, Guérin, 2002.
- Emmanuel Cauchy, Docteur Vertical, Glénat, 2005.
- Maurice Chappaz, La Haute Route, Hoëbeke, 1995.
- Alain de Châtellus, De l'Eiger à l'Iharen, Jean Susse, 1947.
- Greg Child, Théorème de la peur, Guérin, 1997.
- Agnès Couzy, Femmes alpinistes, Hoëbeke, 2008.
- Jim Cuvran, Fascination du K, 2, Albin Michel, 1989.
- René Desmaison, La Montagne à mains nues, Flammarion, 1971.
- René Desmaison, 342 Heures dans les Grandes Jorasses, Flammarion, 1973.
- René Desmaison, Professionnel du vide, Arthaud, 1979.
- René Desmaison, Les Forces de la montagne, Hoëbeke, 2005.
- Catherine Destivelle, Ascensions, Arthaud, 2012.
- Michel Desorbay, Les Hauts Lieux, Ed. de Belledonne, 1998.
- Kurt Diemberger, De zéro à huit mille mètres, Albin Michel, 1974.
- Jacques Dieterlen, Léon Zwingelstein, le chemineau de la montagne, Flammarion, 1938.
- René Dittert, Passion des hautes cimes, Marguerat, 1952.
- Andrée Fauchère, Dames de là-haut. Vie des gardiennes de cabane, Slatkine, 1995.
- Roger Frison-Roche, Le Versant du soleil, Flammarion, 1981.
- Roger Frison-Roche, Mémoires d'aventures, AGEP, 1991.
- Roger Frison-Roche et Pierre Tairraz, 50 Ans en montagne, Arthaud, 1974.
- Roger Frison-Roche et Pierre Tairraz, Montagne, Larousse, 1975.
- GHM, Grand alpinisme. Récits alpins, 1919-1999, Guérin, 2000.
- GHM, Cimes, G.H.M., 2003.
- GHM, Cimes, G.H.M., 2004-2005.
- GHM, Cimes, G.H.M., 2006.
- Peter Gillman et Dougal Haston, La Directissime de l'Eiger, Seuil, 1967.
- Charles Gos, Tragédies alpestres, Payot, 1947.
- Ruth Hanson, Voler l'Everest, Les Éditions du Mont-Blanc, 2012.
- Heinrich Harrer, La Face Nord de l'Eiger, Denoël, 1964.
- Dougal Haston, En hauts lieux, Flammarion, 1977.
- Anderl Heckmair, Alpiniste, Guérin, 1997.
- Maurice Herzog, Annapurna, premier 8000, Arthaud, 1951.
- Toni Hiebeler, Combats pour l'Eiger, Arthaud, 1966.
- Toni Hiebeler, SOS roc et glace, Arthaud, 1976.
- Lynn Hill, Ma vie à la verticale, Guérin, 2002.
- Edmund Hillary & Desmond Doig, 6 Mois à 6 000 mètres, Plon, 1963.
- John Hunt, Victoire sur l'Everest, Amiot Dumont, 1954.
- Henri Isselin, Les Aiguilles de Chamonix, Arthaud, 1961.
- Henri Isselin, Du côté de l'Aiguille Verte, Arthaud, 1972.
- Henri Isselin, La Meije, Arthaud, 1956 (réimpr. 1967).
- Émile Javelle, Souvenirs d'un alpiniste, Payot, 1920.
- Jon Krakauer, Tragédie à l'Everest, Presses de la Cité et Guérin, 1998.
- Louis Lachenal, Carnets du vertige, Horay, 1956 (réimpr. 1996).
- Jean-Christophe Lafaille, Prisonnier de l'Annapurna, Guérin, 2003.
- Raymond Lambert, À l'assaut des Quatre Mille, Jeheber, 1953.
- Raymond Lambert et Claude Kogan, Record à l'Himalaya, France Empire, 1955.
- Jean-Jacques Languepin, Himalaya, passion cruelle, Flammarion, 1955.
- Heidi Lanz et Liliane De Meester, Ulrich Inderbinen, Rotten Verlag, 1998.
- Max Liotier, Celui qui va devant, Arthaud, 1968.
- Georges Livanos, Au-delà de la verticale, 1997.
- Georges Livanos, Cassin. Il était une fois le 6e degré, Arthaud, 1982.
- Erhard Loretan et Jean Ammann, Les 8000 rugissants, La Sarine, 1996.
- Arnold Lunn, Les Montagnes de ma jeunesse, Attinger, 1943.
- René Mallieux, Le Roi Albert alpiniste, Renaissance du Livre, 1956.
- Pierre Mazeaud, Montagne pour un homme nu, Arthaud, 1971.
- Reinhold Messner, Le 7e degré, Arthaud, 1975.
- Reinhold Messner, Défi, Arthaud, 1977.
- Reinhold Messner, La Montagne nue, Guérin, 2003.
- Jean-Jacques Mollaret, Au-delà des cimes, Cerf, 1974.
- Albert F. Mummery, Mes escalades dans les Alpes et dans le Caucase, Didier & Richard, 1936.
- Marco Pallis, Cimes et Lamas, Albin Michel, 1955 (réimpr. 1997).
- Pierre Paperon, J'ai vécu l'Everest, Plon, 2003.
- Robert Paragot et Lucien Bérardini, Vingt Ans de cordée, Flammarion, 1974.
- Tita Piaz, Le Diable des Dolomites, Arthaud, 1963.
- Marie-Louise Plovier-Chapelle, Une femme et la montagne, Flammarion, 1954.
- Gaston Rébuffat, Entre Terre et Ciel, Arthaud, 1962.
- Gaston Rébuffat, Étoiles et Tempêtes, Arthaud, 1954.
- Gaston Rébuffat, Les Horizons gagnés, Denoël, 1975.
- Gaston Rébuffat, Mont Blanc, jardin féerique, Guérin, 1998.
- Gaston Rébuffat, Un guide raconte, Denoël, 2001.
- Dölf Reist, Vers les plus hauts sommets du monde, Mondo, 1978.
- David Roberts, Moments de doute, Guérin, 1997.
- David Roberts, Annapurna, une affaire de cordée, Guérin, 2000.
- David Roberts, Échappatoires, Guérin, 2001.
- André Roch, La Haute Route. Chamonix - Zermatt - Saas-Fee, Marguerat, 1944.
- Saint-Loup, La montagne n'a pas voulu, Arthaud, 1954, Slatkine, 1978.
- Anne Sauvy, Secours en montagne, Arthaud, 1998.
- Walter Schmid, Au vent des Quatre Mille, Payot, 1953.
- Yannick Seigneur, À la conquête de l'impossible, Flammarion, 1976.
- Joe Simpson, La Mort suspendue, Glénat, 1989.
- Joe Simpson, La Face voilée, Glénat, 1998.
- Joe Simpson, La Dernière Course, Glénat, 2003.
- Frank S. Smythe, Vacances d'alpiniste, Arthaud, 1948.
- Louis Spiro, Guides de montagne, Payot, 1944.
- Siegfried Stangier, Ces secours qui tombent du ciel, Arthaud, 1982.
- Ueli Steck, Speed, Guérin, 2014 (ISBN 978-2-35221-068-9).
- Leslie Stephen, Le Terrain de jeu de l'Europe, Attinger, 1935.
- Georges & Pierre Tairraz, Aiguille du Midi, Vallée Blanche, Arthaud, 1967.
- Judy & Tashi Tenzing, Tenzing et les Sherpas de l'Everest, Glénat, 2003.
- Lionel Terray, Les Conquérants de l'inutile, Gallimard, 1961.
- Paul Vincent, Nanda Devi, Laffont, 1976.
- Robert Vivian, L'Épopée Vallot au Mont Blanc, Denoël, 1986.
- Simon Yates, Le Dénouement, Guérin, 1999.
- Jurg Weiss, Murailles et Abîmes, Attinger, 1946.
- Willy Welzenbach, Ascensions, Éd. de France, 1939.
- Geoffrey W. Young, Nouvelles Escalades dans les Alpes, 1910-1914, Attinger, s.d..

## Bandes dessinées
- Nicolas Debon, L'Invention du vide, Dargaud, 2012.
- Samivel, Bonshommes de neige, 1948.
- Jirō Taniguchi et Baku Yumemakura, Le Sommet des dieux, Kana, Dargaud-Lombard, 2004-2005.
- Jirō Taniguchi et Shirō Tōsaki, K, Kana, 2006.
- Yoshio Nabeta et Shin'ichi Sakamoto, Ascension, Akata/Delcourt, 2010-2014.
- Shin'ichi Ishizuka, Vertical, GlénatDepuis 2013 (en cours de parution).
- Olivier Bocquet et Jean-Marc Rochette, Ailefroide, altitude 3954, Casterman, 2018.